# Qinghai-See
| Tibetische Bezeichnung                        |
| --------------------------------------------- |
| Tibetische Schrift: མཚོ་སྔོན་པོ།                  |
| Wylie-Transliteration: mtsho sngon po         |
| Aussprache in IPA: [tsʰo ŋø̃po]                |
| Offizielle Transkription der VRCh: Co Ngoinbo |
| THDL-Transkription: Tso Ngönpo                |
| Chinesische Bezeichnung                       |
| Traditionell: 青海湖                          |
| Vereinfacht: 青海湖                           |
| Pinyin:Qīnghǎi Hú                             |

Der Qinghai-See (chinesisch 青海湖, Pinyin Qīnghǎi Hú, tib. མཚོ་སྔོན་པོ། Wylie mtsho sngon po), im Mongolischen auch als Koko-nor bekannt, ist der größte See Chinas und einer der größten abflusslosen Salzseen der Erde. Der chinesische Name des Sees Qīnghǎi Hú bedeutet etwa „See des türkisfarbenen Meers“, wobei das Zeichen qing – 青,  qīng im Chinesischen ohne Kontext sowohl die Farben „Blaugrün“, „Grünblau“ „Türkis“ als auch „Schwarz“ bedeuten kann (siehe Grün und Blau in verschiedenen Sprachen). Das Zeichen hai – 海,  hǎi bedeutet „Meer“ und hu – 湖,  hú bedeutet „See – Binnensee“.

## Lage
Der See befindet sich in der chinesischen Provinz Qinghai, deren Name sich von diesem See ableitet. Er erstreckt sich auf einer Höhe von 3.195 Meter über dem Meeresspiegel und hat nach offiziellen Angaben eine Fläche von 4.583 km². Darin sind wohl die teilweise bereits zu selbständigen Seen (Gahai – 尕海,  Gǎhǎi mit 48,9 km², Shadao Hu – 沙岛湖,  Shādǎo Hú mit 19,6 km², Haiyan Hu – 海晏湖,  Hǎiyàn Hú mit 112,5 km² u. a.) abgetrennten ehemaligen Buchten mit eingerechnet.
In den 1960er Jahren sollen noch 108 in den See mündende Flüsse gezählt worden sein, wobei diese Zahl womöglich eine spirituelle Bedeutung hat: Der See ist für die Tibeter in Amdo ein heiliger See und hat damit im Lauf der Geschichte für den tibetischen Buddhismus Bedeutung erlangt, in dem wiederum 108 eine heilige Zahl darstellt. Dem Volksglauben nach entstand der See durch die Unachtsamkeit einer Frau, die nach dem Wasserholen am Brunnen vergaß, den Deckel zu schließen. Erst der Buddha habe einen Stopfen in Form einer Insel in der Mitte des Sees angebracht und damit das weitere Überlaufen verhindert. Auf dem Inselchen befindet sich heute ein buddhistisches Nonnenkloster.
Trotzdem sollen 85 Prozent der Flussmündungen im Jahr 2004 ausgetrocknet gewesen sein, darunter der größte Zufluss, der 179 km lange Buhahe (von mongolisch Buhain Gol; chinesisch 布哈河,  Bùhā Hé). Allerdings trocknen viele kleine Flüsse im extrem niederschlagsarmen Winterhalbjahr des tibetischen Hochlandes aus.
Der Buh He hat auf der Westseite des Qinghai Hu nahe der berühmten Vogelinsel (Niao Dao – 鸟岛,  Niǎo Dǎo) ein Mündungsdelta ausgebildet, das zusammen mit der Niao Dao zum 1997 eingerichteten Naturschutzgebiet Qinghai Lake Natural Protection Zone gehört.
Ackerlanderschließungen und Klimavariabilität haben den Wasserspiegel des Sees seit 1959 ständig fallen lassen, so dass die Fläche des Sees bis auf 4186 km² geschrumpft ist. Durch diesen Vorgang haben sich vorher zum See gehörende Wasserflächen als eigenständige Seen abgespalten. Die Verbindungen zum Qinghai-See sind ausgetrocknet. Mit der Aufgabe von ehemaligem Ackerland und Renaturierung von Grasland versucht man den Wasserhaushalt wieder zu stabilisieren. So soll die Seefläche im Jahr 2007 bei 4489 km² gelegen haben.
Mehr als 85.600 Menschen (Stand 2004), meist Hirten, leben im Einzugsgebiet des Qinghai-Sees.

## Galerie

Qinghai-See
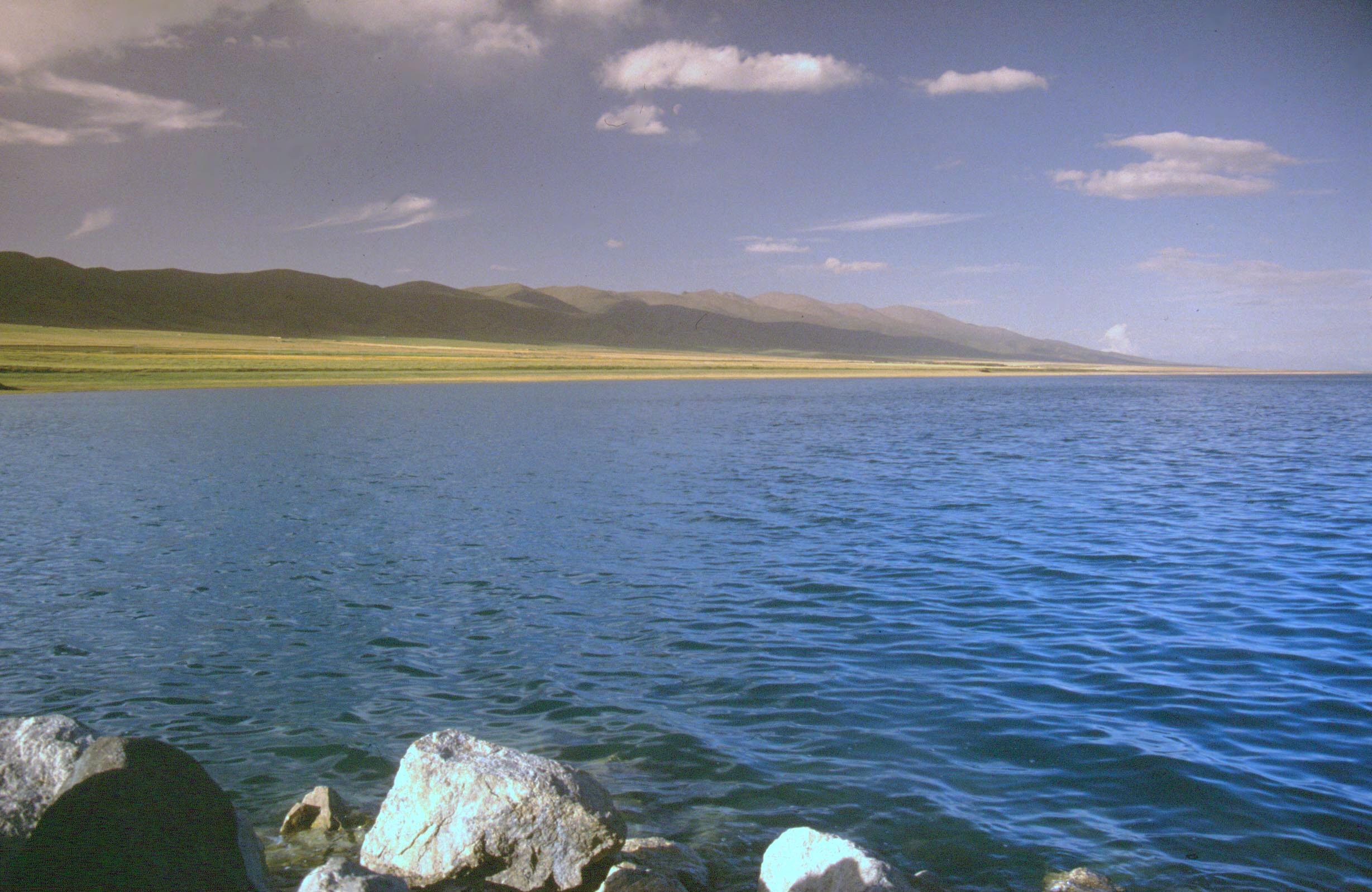
Blick über das Südufer des Qinghai-Sees, 2006
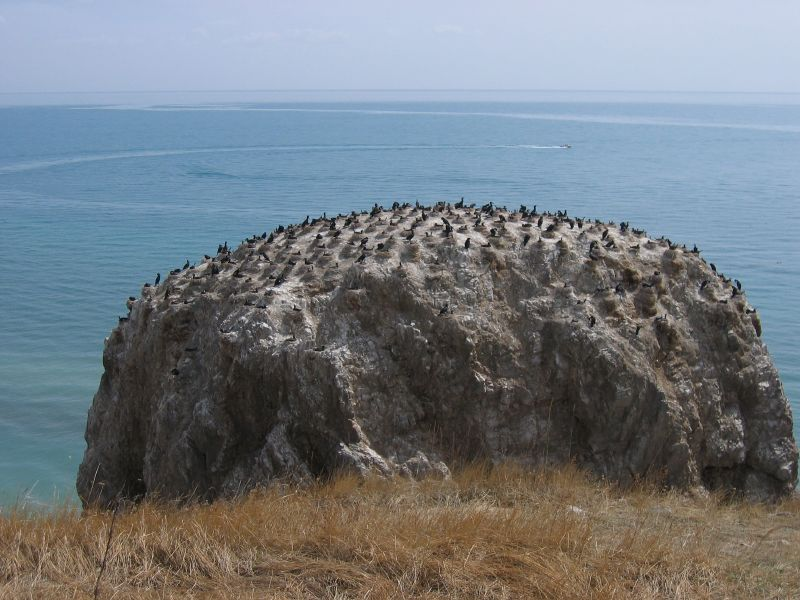
Vogelinsel (Niǎo Dǎo) am Westufer, 2006
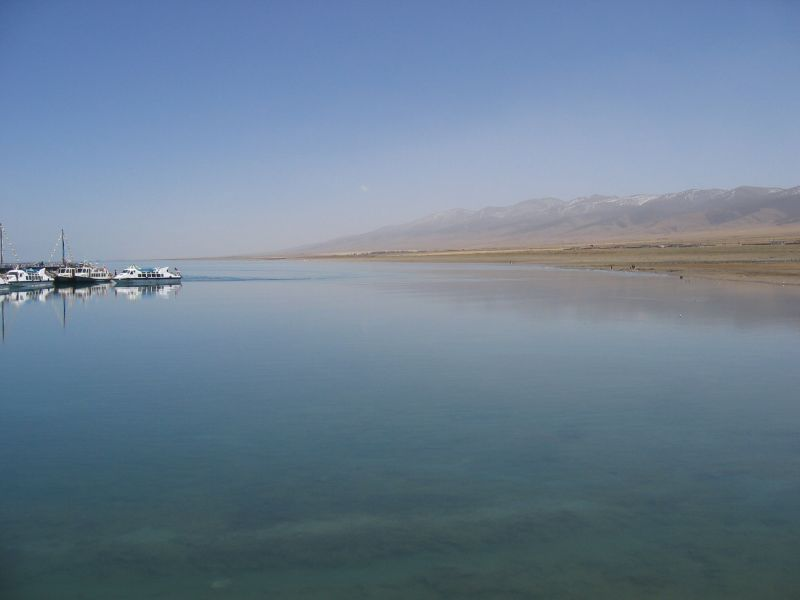
Qinghai-See (Qīnghǎi Hú), Mai 2006